# Bitwa pod Goito
Bitwa pod Goito – starcie zbrojne, które miało miejsce 30 maja 1848 r. w trakcie wojny austriacko-piemonckiej (1848–1849).
W maju 1848 r. wojska austriackie wycofały się w okolice rzeki Mincio, oddziały piemonckie pod wodzą króla Karola Alberta obległy tymczasem Peschierę. Siły piemonckie liczyły tu 60 000 ludzi. W sukurs oblężonym głównodowodzący Austriaków Joseph Radetzky skierował w to miejsce 30 000 ludzi. Wojska Radetzky'ego zdobyły po drodze miejscowość Curtatone, po czym podeszły pod Goito. 
Liczące około 22 000 ludzi cztery brygady piemonckie przypuściły atak na dwie brygady austriackie. Do pomocy zaatakowanym Radetzky wysłał jeszcze jeden dodatkowy korpus, który jednak nie dotarł w porę na miejsce. Obawiając się odcięcia swoich sił Radetzky zarządził odwrót w kierunku Mantui. Austriacy stracili ok. 600 zabitych i rannych, straty piemonckie to około 500 ludzi. 